# Suvla
Suvla – zatoka znajdująca się na półwyspie Gallipoli w Turcji na brzegu morza Egejskiego. 6 sierpnia 1915 wylądował tam brytyjski IX Korpus w ramach ofensywy sierpniowej w czasie kampanii o Gallipoli.